# Horst von Schroeter
Horst von Schroeter (10 de Junho de 1919 - 25 de Julho de 2006) foi um oficial da Kriegsmarine que serviu durante a Segunda Guerra Mundial.

## Patentes
| 28 de Junho de 1938    | Seekadett            |
| 1 de Abril de 1939     | Fähnrich zur See     |
| 1 de Março de 1940     | Oberfähnrich zur See |
| 1 de Maio de 1940      | Leutnant zur See     |
| 1 de Abril de 1942     | Oberleutnant zur See |
| 21 de Dezembro de 1944 | Kapitänleutnant      |

## Condecorações
| 25 de Agosto de 1941    | Cruz de Ferro 2ª Classe            |
| 25 de Agosto de 1941    | Badge de Guerra dos U-Boot 1939    |
| 10 de Fevereiro de 1942 | Cruz de Ferro 2ª Classe            |
| 12 de Dezembro de 1943  | Cruz Germânica em Ouro             |
| 1 de Junho de 1944      | Cruz de Cavaleiro da Cruz de Ferro |
| 15 de Março de 1945     | Claps do Fronte U-Boot             |

## Patrulhas
|       | U-Boot | Partida     | Partida | Chegada     | Chegada | Dias     | Toneladas |
| ----- | ------ | ----------- | ------- | ----------- | ------- | -------- | --------- |
| 1     | U-123  | 5 Dez 1942  | Kiel    | 6 Fev 1943  | Lorient | 64 dias  | 10,453    |
| 2     | U-123  | 13 Mar 1943 | Lorient | 8 Jun 1943  | Lorient | 88 dias  | 28,855    |
| 3     | U-123  | 1 Ago 1943  | Lorient | 5 Ago 1943  | Lorient | 5 dias   |           |
| 4     | U-123  | 16 Ago 1943 | Lorient | 7 Nov 1943  | Lorient | 84 dias  |           |
| 5     | U-123  | 29 Dez 1943 | Lorient | 30 Dez 1943 | Lorient | 2 dias   |           |
| 6     | U-123  | 9 Jan 1944  | Lorient | 24 Abr 1944 | Lorient | 107 dias |           |
| Total | Total  | Total       | Total   | Total       | Total   | 343 dias | 39 308 t  |

## Sucessos
| Data        | U-Boot | Nome da Embarcação             | Toneladas | Nacionalidade |         |
| ----------- | ------ | ------------------------------ | --------- | ------------- | ------- |
| 29 Dez 1942 | U-123  | Baron Cochrane                 | 3,385     | britânico     | ONS-154 |
| 29 Dez 1942 | U-123  | Empire Shackleton (danificado) | 7,068     | britânico     | ONS-154 |
| 8 Abr 1943  | U-123  | Castillo Montealegre           | 3,972     | espanhol      |         |
| 18 Abr 1943 | U-123  | Empire Bruce                   | 7,459     | britânico     |         |
| 18 Abr 1943 | U-123  | HMS P-615                      | 683       | britânico     |         |
| 29 Abr 1943 | U-123  | Nanking                        | 5,931     | sueco         |         |
| 5 Mai 1943  | U-123  | Holmbury                       | 4,566     | britânico     |         |
| 9 Mai 1943  | U-123  | Kanbe                          | 6,244     | britânico     | TS-38   |
| Total       | Total  | Total                          | 39 308    |               |         |